# Ruch Liberalny Republiki Litewskiej
Ruch Liberalny Republiki Litewskiej (lit. Lietuvos Respublikos Liberalų sąjūdis, LRLS) – litewska liberalna partia polityczna, działająca od 2006.

## Historia
Ugrupowanie powstało na skutek rozłamu w Związku Liberałów i Centrum. Założyli je działacze domagający się ustąpienia przywódcy LiCS Artūrasa Zuokasa, w stosunku do którego od połowy 2005 pojawiły się podejrzenia korupcyjne.
Na czele LRLS stanął poseł Petras Auštrevičius, do nowej formacji przeszło około połowy deputowanych liberalnych centrystów, tworząc w Sejmie kadencji 2004–2008 liczącą dziewięć osób frakcję pod przewodnictwem Algisa Kašėty. Partia pozostała w opozycji do nowego rządu Gediminasa Kirkilasa.
Słabe wyniki w wyborach samorządowych w 2007 (liberałowie uzyskali w samorządach tylko 51 mandatów w skali kraju) przyczyniły się do wyboru w 2008 nowego przewodniczącego, którym został Eligijus Masiulis.
W wyborach parlamentarnych w 2008 partia uzyskała 5,73% głosów i zdobyła 11 mandatów (5 z listy wyborczej i 6 w okręgach większościowych). Weszła następnie w skład czteropartyjnej koalicji rządzącej Litwą, delegując do centroprawicowego rządu Andriusa Kubiliusa trzech ministrów: Gintarasa Steponavičiusa (oświata i nauka), Eligijusa Masiulisa (komunikacja) oraz Remigijusa Šimašiusa (sprawiedliwość). W wyborach europejskich w 2009 przedstawicielem LRLS w PE został Leonidas Donskis. W wyborach samorządowych w 2011 ugrupowanie uzyskało 98 radnych, jako jedyna z partii koalicyjnych notując przyrost mandatów w samorządach. W wyniku wyborów partia uzyskała stanowiska burmistrzów Kłajpedy i Kowna. Jej członek został również starostą rejonu koszedarskiego. Partia odrzuciła koncepcję fuzji ze Związkiem Liberałów i Centrum.
W wyborach do Sejmu w 2012 partia otrzymała 8,57% w okręgu krajowym (7 mandatów), trzech jej przedstawicieli wygrało głosowanie w okręgach jednomandatowych. Po wyborach ugrupowanie znalazło się w opozycji. W 2014 liberałowie, zajmując trzecie miejsce, wprowadzili dwóch swoich przedstawicieli do Europarlamentu VIII kadencji. W 2015 partia uplasowała się na trzecim miejscu w wyborach samorządowych (wprowadziła 208 radnych).
W maju 2016 Eligijus Masiulis zrezygnował z przywództwa w swoim ugrupowaniu. Wiązało się to z wszczęciem przez funkcjonariuszy Służby ds. Badań Specjalnych (STT) postępowania, w którym zarzucono mu przyjęcie łapówki w wysokości 100 tys. euro. Tymczasowe przywództwo w Ruchy Liberalnym objął Antanas Guoga, a kilka dni później zastąpił go Remigijus Šimašius. W czerwcu 2016 formalnie wybrany na tę funkcję. W wyborach parlamentarnych w tym samym roku liberałowie otrzymali 9,06% głosów, wprowadzając 8 posłów z listy krajowej. Ponadto sześcioro jego przedstawicieli wygrało w okręgach jednomandatowych. W grudniu 2017 nowym prezesem partii został Eugenijus Gentvilas.
W 2019 liberałowie wywalczyli 119 mandatów radnych. W tym samym roku utrzymali jednoosobową reprezentację w PE. W tym samym roku część byłych działaczy ugrupowania współtworzyła Partię Wolności. We wrześniu 2019 na czele liberałów stanęła Viktorija Čmilytė-Nielsen.
W wyborach w 2020 LRLS dostał 6,79% głosów i uzyskał 13 miejsc w Sejmie (6 z listy krajowej i 7 w okręgach większościowych). Liberałowie zawarli następnie większościową koalicję ze Związkiem Ojczyzny oraz z Partią Wolności, współtworząc rząd Ingridy Šimonytė. W ramach porozumienia otrzymali dwa stanowiska ministerialne, a ich liderka została wybrana na przewodniczącą Sejmu. W wyborach lokalnych w 2023 mandaty radnych z list partii uzyskało 135 osób. W 2024 ruch ponownie wprowadził jednego przedstawiciela do Europarlamentu. W wyborach do Sejmu w tym samym roku otrzymał 7,7% głosów, uzyskując 12 miejsc w krajowym parlamencie (w tym 5 w okręgach jednomandatowych). Po powołaniu nowego rządu w grudniu 2024 partia przeszła do opozycji.